# Dominik Bahiense de Mello
Dominik Bahiense de Mello (* 15. Februar 1985 in Bonn, Nordrhein-Westfalen) ist ein ehemaliger deutscher Basketballspieler mit brasilianischen Vorfahren.

## Werdegang
Der 1,91 m große Spielmacher begann seine sportliche Karriere bei den Dragons Rhöndorf und wechselte 2005 in die Basketball-Bundesliga zu den Skyliners Frankfurt. Dort wurde er Stammspieler. Im Juni 2008 bestritt sein erstes von zwei A-Länderspielen.
Zur Saison 2011/12 wechselte Bahiense de Mello zu den EWE Baskets Oldenburg. Für Oldenburg lief Bahiense de Mello bis 2014 auf. Nach Ablauf seines Vertrages verließ er die Niedersachsen. Er wechselte innerhalb der Liga und schloss sich Aufsteiger BG Göttingen an. Nach einem Jahr verließ er jedoch die BG Göttingen wieder und beendete seine Karriere. Bahiense de Mello, der während seiner Basketballkarriere ein BWL-Studium begonnen hatte, wurde nach seinem Rücktritt als Profispieler für ein Göttinger Unternehmen im Außendienst tätig. Später ging Bahiense de Mello zu einem Biopharmazieunternehmen.
Ab 2010 war er bei der Vereinigung der Berufsbasketballspieler SP.IN eines von drei Vorstandsmitgliedern und saß bei der Vereinigung im BBL-Beirat, der sich besonders um die Belange der Bundesligaspieler kümmerte.